# Tetraplatidae
Famille
Les Tetraplatidae sont une famille de méduses hydrozoaires faisant partie des cnidaires.

## Liste des genres
Selon World Register of Marine Species (5 mars 2019) :
- genre Tetraplatia Busch, 1851

## Publication originale
(en) Allen G. Collins et al., « Phylogenetics of Trachylina (Cnidaria: Hydrozoa) with new insights on the evolution of some problematical taxa », Journal of the Marine Biological Association of the United Kingdom, vol. 88, no 8,‎ 2008, p. 1673-1685 (lire en ligne, consulté le 5 mars 2019). 